# 職人.com
職人.com（しょくにんドットコム）は、日本製工芸品のオンラインストアおよびショールームを運営する職人.com株式会社による事業である。
2004年5月24日創業。アメリカ合衆国で設立したG&Wという会社の日本法人からスタートし、2006年京都市に株式会社を登記し吸収した。創業者および現代表取締役は富山県小矢部市出身でシンガポール育ちの櫻井慎也。
職人.comの特徴としては、複数言語で運営されていることのほか、SNSを活用したマーケティングが挙げられる。国内外80万人以上にフォローされており、この分野においては最も影響力のあるオンラインセレクトショップの一つ。広告費は年間売上の1割ほど捻出していることを記載している。